# Кортацци, Иван Егорович
Иван Егорович Кортацци (Картаци) (25 сентября [7 октября] 1837, Измаил — 13 (26) сентября 1903, Николаев) — российский астроном, преподаватель геодезии и астрономии, офицер Корпуса военных топографов. Действительный статский советник.

## Происхождение
Род Кортацци имеет итальянские корни. В начале XVIII века Иоанн Кортацци был назначен венецианским консулом в г. Смирну (Измир). По-видимому, эта должность переходила от отца к сыну, но в начале XIX века во время русско-турецкой войны семья Кортацци была вырезана турками. В живых остались только двое детей – Клара и ее малолетний брат Джорж Кортацци, которых на русском корабле вывезли в Россию. Клара вышла замуж за русского подданного, морского офицера грека Спиридона Милонаса, служившего на этом корабле. Джорж Кортацци (на русский лад — Егор) жил в Измаиле в семье сестры. 

## Биография
Родился 25 сентября (7 октября) 1837 года в Измаиле в семье Егора Ивановича Кортацци, который стал купцом 1-й гильдии, городским головой Одессы, вице-президентом коммерческого суда, а также соучредителем Новороссийской компании рафинирования сахара.
В 1853 году поступил юнкером в Волынский пехотный полк, с которым участвовал в Крымской кампании и был ранен при обороне Севастополя. В 1855 году произведён в офицеры.
В 1858—1860 годах учился на геодезическом отделении Николаевской академии Генерального штаба, в 1860—1862 годах проходил астрономо-геодезическую практику при Пулковской обсерватории. Зачислен по Генеральному штабу.
В 1862 году назначен на Северный Кавказ для произведения триангуляционных работ. В 1863 году произведён в штабс-капитаны, а в 1865 году — в капитаны.
В 1866 году избран адъюнкт-астрономом Пулковской обсерватории, преподавал высшую геодезию и практическую астрономию в Николаевской академии Генерального штаба.
В 1867 году совершил экспедицию в Восточную Фракию для определения наивыгоднейшего направления продолжения русского градусного измерения по меридиану.
В 1868 году получил чин подполковника Корпуса военных топографов, в 1872 году — полковника и в том же году переведён в морское ведомство, с переименованием в коллежские советники, назначен астрономом, а затем и директором Николаевской морской обсерватории.
В 1876 году произведён в статские советники, а в 1887 году — в действительные статские советники.
Скончался от воспаления лёгких 13 сентября 1903 года. Похоронен на Николаевском городском кладбище.

## Награды
- Знак отличия Военного ордена (1855; за отличие при обороне Севастополя)
- Орден Святого Станислава 3-й степени (1865)
- Орден Святого Владимира 4-й степени (1868)
- Орден Святого Станислава 2-й степени (1870)
- Орден Святой Анны 2-й степени (1877)
- Орден Святого Владимира 3-й степени (1882)
- Орден Святого Станислава 1-й степени (1891)
- Орден Святой Анны 1-й степени (1900)
- Знак отличия беспорочной службы за XL лет
- Медаль «За защиту Севастополя»
- Медаль «В память войны 1853—1856»
- Медаль «В память русско-турецкой войны 1877—1878»
- Орден Меджидие 3-й степени (Турция, 1869)
- Имя Кортацци выгравировано на юбилейной медали «В память пятидесятилетия Корпуса военных топографов. 1872»

## Семья
Был женат на Зинаиде Иосифовне Фиерковской. У супругов было четверо сыновей:
- Георгий (10.08.1866 – 29.12.1932, Париж). Был женат на Татьяне Иосифовне Федорович (1866—1940) – дочери контр-адмирала Иосифа Иосифовича Федоровича. Их сын — Иван (08.07.1891 — 13.10.1917). В Париже Георгий Иванович женился второй раз; с Марией Константиновной (1884—1968) имел ещё одного сына — Георгия Георгиевича Кортацци (1921—1986);
- Сергей (1868, Николаев – ?). Был женат на Екатерине Николаевне, имел детей: Ростислава (1900—?) и Ирину (?.4.1919 — 17.4.1920, Лемнос, Греция);
- Александр (06.12.1869, Санкт-Петербург – 1940, Косино). Был женат на Наталье Викторовне Анастасьевой (1876—1924). Их дети: Андрей (12.11.1903, Одесса — 26.4.1979, Самара), Сергей (1908—1971, Харьков), Нина (06.05.1914, Ялта — 08.07.2006, Люберцы), Алексей (1910—1914);
- Андрей (14.02.1873, Николаев — ?, Одесса).